# Singidunum
Les vestiges de Singidunum (en serbe cyrillique : Сингидунум ; en serbe latin : Singidum) sont situés sur le territoire de l'actuel centre-ville de Belgrade, en Serbie , et couvrent une période comprise entre le Ier et le VIIe siècle,. Singidunum fut fondé au IIIe siècle av. J.-C. par le peuple celte des Scordisques. Elle fut conquise et fortifiée par les Romains.

## Étymologie
On ne connaît pas vraiment sa véritable signification. Certains spécialistes proposent cette étymologie :
Du gaulois singi « faucon » et dunon « forteresse », Singidunum se traduit littéralement par la forteresse du faucon.
D'autres y voient la tribu thrace des Sings qui ont occupé le site avant l'arrivée des Scordisques.
Singidunum, actuelle ville de Belgrade, est le Singidunum des Romains, le Singidon de l'historien byzantin Procope, l'Alba Julia ou Alba Graeca des temps postérieurs, colonie romaine en Mésie supérieure sous les Flaviens.
Sa situation stratégique au confluent de la Save et du Danube en fait une ville de garnison du limes danubien sur la grande voie romaine qui passe par les vallées de la Save, du Danube et de la Morava, et qui unit l’Occident et l’Orient par la voie terrestre.
Lorsqu'au Ve siècle les Romains perdent le contrôle de cet axe, Singidunum est la cible des attaques des peuples barbares qui s’installent en Pannonie.

## Site
Le site archéologique de l'ancien Singidunum comprend un castrum, des bâtiments civils et des nécropoles, réalisés entre le Ier siècle et le VIIIe siècle, Singidunum, par ses fortifications, joua un rôle stratégique à la lisière des mondes barbares.  Le site est situé dans le Parc des Pionniers.
Au Ier siècle, la Legio IV Flavia Felix s'installa dans la ville et un vaste camp fut alors construit pour subvenir à ses besoins militaires ; le site du camp est aujourd’hui situé sur le haut plateau de la forteresse de Belgrade.
La situation de la localité, au carrefour de routes militaires et commerciales, favorisa le développement d'un important bourg civil, qui, avec le temps, devint un municipium puis une colonie romaine, avec des nécropoles entourant l'ensemble urbain.
Les fouilles systématiques et les découvertes accidentelles, notamment à l'occasion de travaux, ont permis de mettre au jour de nombreux artéfacts archéologiques, profanes, religieux ou funéraires, ainsi que des sculptures, des inscriptions, des céramiques et d'objets mobiliers.

## Histoire de la cité

### Chronologie rapide
- Capitale du pleuple des Scordisques
- en 91 – La légion IV Flavia Felix s’installe à Singidunum.
- En 441, Attila détruit Singidunum et emmène ses habitants en captivité.
- Après 453 et la mort d’Attila, les Sarmates occupent la ville
- vers 470, les Ostrogoths chassent les Sarmates
- en 488, les Gépides s’emparent de Singidunum
- en 504, les Ostrogoths reprennent Singidunum
- en 510, un traité de paix restitue Singidium à l’Empire d’Orient
- En 535, Justinien Ier fait rebâtir Singidunum
- Au milieu du VIe siècle, les Gépides s’étendent en Mésie et prennent Singidunum, faisant fuir les populations romanisées.
- En 584, les Avars saccagent Singidunum
- en 592, les Byzantins menés par Maurice Ier reprennent Singidunum
- Vers 630, Singidunum est prise par les Slaves, et cesse pour plusieurs siècles de faire partie de l’Empire byzantin.

878 est la date du plus ancien écrit connu qui nomme la ville Beograd (Belgrade)

### Préhistoire
La région au confluent de la Save et du Danube a été occupé depuis le Paléolithique moyen : les anthropologues y ont exhumé des squelettes de Néandertalien et d'Homo sapiens.
Concernant le Néolithique, des fouilles dans le quartier de Vinča (à Belgrade) ont donné leur nom à une culture qui s'est développée le long du Danube entre 6000 et 3000 av. J.-C.: la culture de Vinča.

### Protohistoire
Du VIIe au IVe siècle av. J.-C., des tribus cimmériennes, puis des Scythes traversent cette région des Balkans mais ne s'y fixent pas.
Au IIIe siècle, les Scordisques, peuple celto-thrace, s'installent sur le sommet aux confluents des deux rivières.
Il est fait mention de la cité pour la première fois en 279 av. J.-C.

### Ère romaine
Les Romains commencent à conquérir la région de Singidunum pendant le Ier siècle av. J.-C. En 75 av. J.-C., Gaius « Quintus » Scribonus Curio, proconsul de Macédoine envahit les Balkans jusqu'au Danube, essayant de chasser les Scordisques, les Dardaniens (peuple illyrien et thrace des Dardanelles) et les Daces. Les Romains sont victorieux dans cette campagne, mais ils s'installent brièvement, quittant les régions non contrôlées par Rome. Ainsi, on sait peu de choses sur ces incursions romaines et à quelle époque fut créée la province de Moesia. Ce n'est pas avant le règne d'Octave, quand Marcus Licinius Crassus Dives (petit-fils du célèbre triumvir Marcus Lucinius Crassus Dives avec César et Pompée), proconsul de Macédoine, stabilisa la région avec une campagne entamé en 29 av. J.-C. en Moesia que la région fut finalement organisée en province romaine aux environs de 6 ap. J.-C. Première mention en est faite par le gouverneur Caecinius Severus. Singidun est alors romanisé en Singidunum. La cité devient l'une des premières cités romaines en Mésie, située entre Sirmium (actuelle ville de Sremska Mitrovica) et Viminacium (actuelle ville de Kostolac) et sur la rive opposée de la Save par rapport à Taurunum (actuelle Zemun). Singidunum devint une importante position stratégique le long de la Via Militaris, voie romaine reliant les forteresses et les campements placés le long du Danube et des frontières de l'empire.
La cité de Singidunum s'accrut avec l'arrivée de la légion IV Flavia Felix en 86 apr. J.-C. Celle-ci occupa un fort à l'emplacement de l'actuelle ville de Kalemagdan. La forteresse était protégée par un rempart de terre qui fut fortifié, par la suite, avec de la pierre. Les restes du rempart sont d'ailleurs visibles au nord est de l'acropole. La légion construisit également un pont sur la Save pour relier Singidunum à Taurunum. La légion devint une puissance nécessaire contre la menace continue des Daces situés de l'autre côté du Danube. D'ailleurs, pour renforcer leurs troupes, les Romains installèrent un campement de vétérans de la légion à côté du fort.
La ville était construite selon un plan rectiligne avec des rues perpendiculaires que l'on peut voir actuellement à Belgrade avec les rues Uzun Mirkova, Dušanova. Le Kralja Petra I. Studentski Trg (le square des étudiants) était un forum romain, bordé par des thermes (dont les restes furent découverts vers la fin des années 70) qui conservent également l'orientation donnée par les Romains à la ville. D'autres restes de la culture romaine tels que des tombes, des monuments, des sculptures, des céramiques et des monnaies ont également été retrouvés dans les villages autour de Belgrade.
L'empereur Hadrien donna le statut de municipe à la ville durant le milieu du IIe siècle. La cité grandissante obtint par la suite le statut de colonie. Elle était dans la province de Mésie supérieure. La Mésie connut une période de paix, mais fut troublée de nouveau par les menaces venues de l'extérieur et de l'intérieur de l'Empire romain.

### Période byzantine et barbare
L'Empire romain commence à décliner à la fin du IIIe siècle. La province de Dacie conquise après plusieurs longues campagnes par Trajan commence à s'effondrer sous la pression des invasions Goths en  256. En 270, Aurélien, face à la perte soudaine de nombreuses provinces et des dégâts causés par les tribus d'envahisseurs, décide d'abandonner la Dacie. Singidunum est de nouveau l'une des dernières places fortifiées aux frontières de l'Empire romain pour s'opposer aux menaces des tribus barbares.
En 395, après la mort de Théodose Ier, l'Empire romain se scinde en deux. Singidunum se situe alors à la frontière nord-ouest de l'Empire romain de l'est (futur empire byzantin). La Mésie et l'Illyrie sont victimes des raids successifs des Huns, des Ostrogoths, des Gépides, des Sarmates, des Avars et des Slaves. Singidunum tombe aux mains des Huns en 441. Ceux-ci rasent la ville et la forteresse, soumettant la population à la servitude. Pendant deux cents ans, la cité va être  conquise à plusieurs reprises :
- L'Empire byzantin prend la cité après la chute des Huns en 454.
- Les Sarmates conquièrent la ville peu de temps après.
- Les Ostrogoths encerclent la cité, chassant les Sarmates en 470.
- Les Gépides envahissent la cité en 488.
- Les Ostrogoths reprennent la ville en 504.

L'Empire byzantin réclame la cité en 510, à la suite d'un accord de paix passé entre Constantinople et les tribus barbares.
L'empereur byzantin Justinien fait reconstruire la ville en 535, restaurant la forteresse et la cité. La ville connait alors une brève période de paix de 50 ans environ, troublée par l'arrivée des Avars en 584. L'Empire byzantin reprend la cité huit ans plus tard, mais la reperd au  début du VIIe siècle lorsque les Avars la brûlent. Vers 630, les Slaves s'installent près de Singidunum. La cité perd cependant de son importance en tant que fortification de frontière et est ignorée par les Avars et les Slaves qui dominent la région. Elle est mentionnée plus tard, dans une lettre du 16 avril 878 du pape Jean VIII  au prince bulgare Boris Ier Mihail, sous le nom de Beograd, un mot slave signifiant la ville blanche (en raison de la couleur de la pierre des bâtiments) et ne le sera plus en tant que Singidunum.

## Sources
- Cet article est partiellement ou en totalité issu de l'article intitulé « Singidunum antique »  (voir la liste des auteurs sur la page de discussion de l'article).
- (en) Official Site of Beograd: Ancient Period
- (en) Official Site of Beograd: Byzantine Empire
- (en) Ancient Worlds: Singidunum
- (en) Belgrade Fortress: History